# 矢久峠
矢久峠（やきゅうとうげ）は、群馬県多野郡神流町と埼玉県秩父郡小鹿野町との境にある峠である。

## 概要
- 標高は800m[要出典]である。
- 林道指定されており、舗装されている。車両通行可。[要出典]